# Abdij Rolduc
De abdij Rolduc is een voormalige abdij in het Kerkraadse stadsdeel Rolduckerveld in het Nederlands-Limburgse bisdom Roermond nabij de Duitse grens. De abdij speelde een belangrijke rol bij de ontginning van dit gebied en bij de vroegste steenkoolwinning. De oorspronkelijke naam was Abdij van Rode of Kloosterrade, afgeleid van het toponiem -rode (ontgonnen plaats). Vlakbij ligt de plaats Herzogenrath, hoofdplaats van het Land van 's-Hertogenrade, met de Burcht van Rode. In de Franse tijd werd de naam 's-Hertogenrade verfranst tot Rode-le-Duc, wat al snel Rolduc werd. De abdij ligt op het Plateau van Kerkrade en kijkt uit over het Wormdal.

## Geschiedenis
In de geschiedenis van de abdij zijn vijf perioden aan te wijzen:
- 1e Rolduc (1104-1796): abdij
- 2e Rolduc (1831-1840): kleinseminarie bisdom Luik
- 3e Rolduc (1843-1946): befaamd internaat voor Nederland en daarbuiten
- 4e Rolduc (1946-1971): kleinseminarie bisdom Roermond
- 5e Rolduc (1970-heden): grootseminarie van het bisdom Roermond (sinds 1974) en conferentieoord Rolduc.

### Annales Rodenses en Continuatio
De geschiedenis van de abdij Rolduc is vooral bekend dankzij de Annales Rodenses, een kroniek over de periode 1104-1157, opgetekend kort na het jaar 1155. Deze annalen werden voortgezet door de latere abt Nicolaas Heyendal (1658-1733). Deze Continuatio II begon waar de Annales Rodenses ophielden. Heyendal, kanunnik van Rolduc, en abt vanaf 1712, vervaardigde rond 1690 een volledige transcriptie van de oude Annales, die kort na 1700 werden afgesloten en aangeduid worden met Heyendal I. Tijdens zijn abbatiaat vervaardigde Heyendal een verbeterde versie die wordt aangeduid met Heyendal II.
In de abdij van Bornheim is een fragment van een necrologie van Rolduc uit ca. 1400 gevonden, dat was verwerkt in een boekomslag.

### Stichting en eerste bloei
Volgens de stichtingslegende van de abdij besloot de jonge geestelijke Ailbertus van Antoing in 1104 samen met zijn twee broers het klooster te Doornik te verlaten. Ze migreerden naar het Land van Rode (Kerkrade-Herzogenrath) en stichtten daar een klooster op het land van graaf Adelbert van Saffenberg.
In 1106 legde Ailbertus, samen met Embrico van Mayschoss, de fundamenten van de kloosterkerk van Rolduc. De crypte van de kerk was in 1108 voltooid. Na onenigheid over de verdere bouw besloot Ailbertus in 1111 weg te gaan en lag de bouw van de kerk bijna 20 jaar stil. Ailbertus stierf in het jaar 1122 te Sechtem bij Bonn. Na meer dan 750 jaar, in 1895, werd het aan hem toegeschreven gebeente in de crypte bijgezet in een rijkelijk met beeldhouwwerk versierde sarcofaag. In 1996 bleek dit gebeente te bestaan uit een combinatie van drie laatmiddeleeuwse skeletten, zodat dit onmogelijk de botten van Ailbertus konden zijn. In 2005 werd een proces gestart dat moet leiden tot zijn zaligverklaring.
Na Ailbertus werd Richer ("Richard Benignas") uit het klooster van Rottenbuch in Beieren abt. Onder zijn leiding werd er vanaf 1130 ook weer gebouwd aan de kerk. Onder abt Erpo kon in 1153 het dak worden voltooid. In 1224 werd de kerk, na een nieuwe bouwcampagne, opnieuw ingezegend.
Sinds 1119 was Rolduc een klooster voor augustijner koorheren, die als regulier kanunnik werden aangeduid. Een aantal van de ca. 40 kanunniken van Rolduc waren in een dertiental parochies werkzaam als pastoor, eind 18e eeuw in Kerkrade, Herzogenrath-stad, Herzogenrath-Afden, Eupen, Baelen, Limburg, Hendrik-Kapelle, Welkenraedt, Membach, Gulke (Goé), Hückelhoven-Doveren, Bornheim-Hersel en Lommersum. Oorspronkelijk was de abdij zowel voor mannen als voor vrouwen, maar al spoedig werden enkele dochterkloosters voor vrouwen gesticht, onder andere nabij de dorpskerk van Kerkrade (1125-ca. 1140), het klooster Marienthal (Ahr) in het Ahrdal (1137-1794), de priorij Scharn bij Maastricht (1145-1246), een vrouwenklooster in Hooidonk (1146-1650) en ten slotte het klooster Sinnich (1243-1796). Die laatste stichting maakte definitief een einde aan de aanwezigheid van vrouwen in Rolduc. Tevens werden de zusters van Scharn verplaatst naar Sinnich. In Friesland had de abdij grote invloed op enkele kloosters, zoals de proosdij Ludingakerke in Midlum en de daaruit ontstane priorij Mariënberg in Anjum en de dubbelkloosters van Bergum en Haskerdijken. Deze kloosters gingen in de 15e eeuw over naar Windesheim, waardoor Rolduc hier zijn invloed verloor. Door de eeuwen heen onderhield het klooster nauwe betrekkingen met zusterkloosters, onder andere met het eerder genoemde Rottenbuch en met het klooster van Springiersbach. Ook met andere kloostergemeenschappen werden betrekkingen onderhouden, zoals met de Windesheimer koorheren en met de norbertijnen. In de naburige stad Aken (ca. 10 km zuidelijker) bezaten de abten van Rolduc sinds 1536 een refugiehuis, de Hof van Kloosterrade.

### Latere kloosterontwikkeling

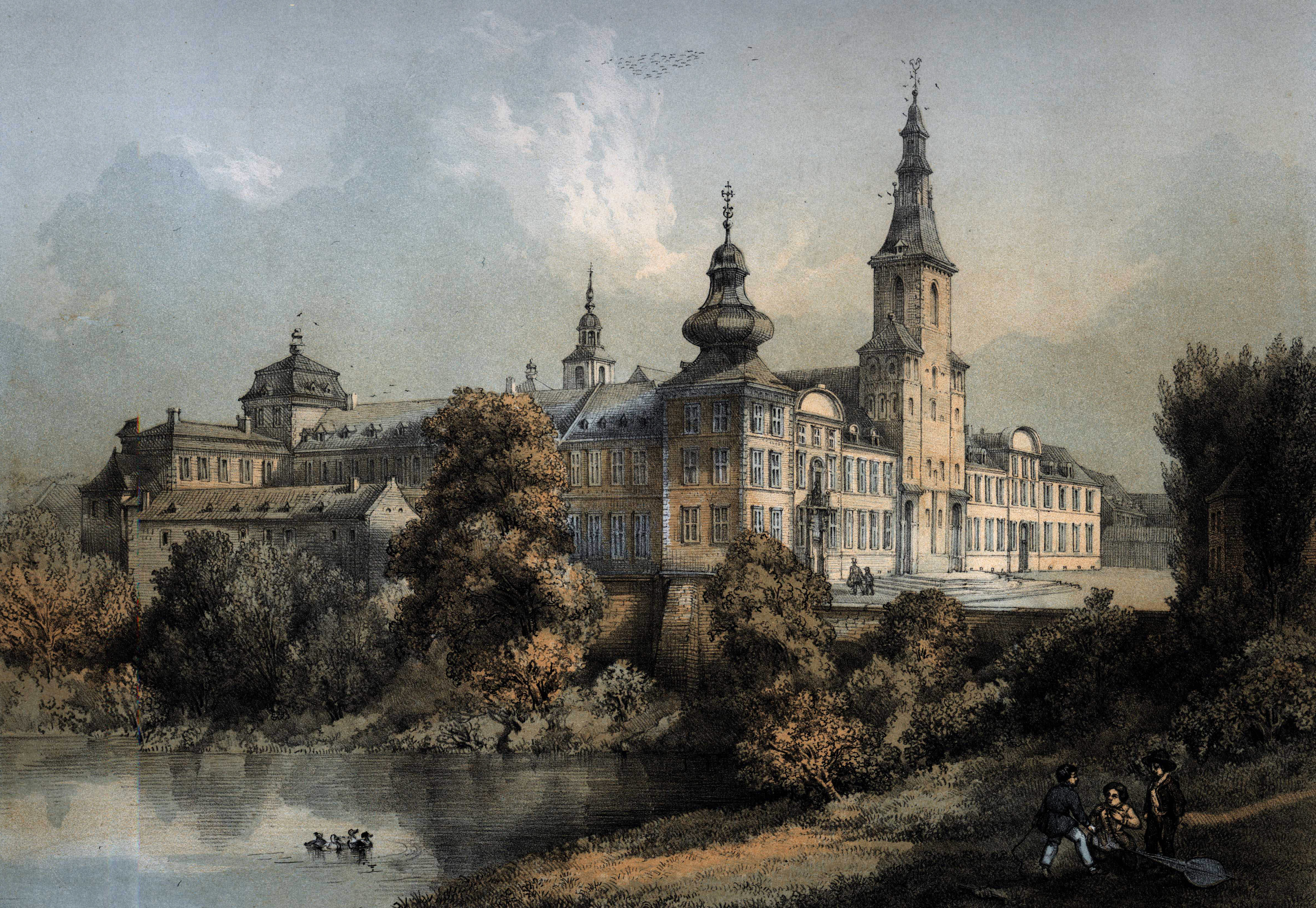
Het abdijcomplex op een kleurenlithografie van Alexander Schaepkens uit ca. 1850

De abdij had ook politieke invloed: sinds 1598 had de abt van Rolduc zitting in de staten van Limburg en Overmaas. De abdij heeft in haar bestaan veel aanslagen en branden overleefd. Haar voortbestaan in de woelige 17e-eeuwse periode is onder andere te danken aan de abten Winandus Lamberti (1650-1664), Petrus Melchioris van der Steghe (1667-1682) en Johannes Bock (1683-1712), die de abdij hervormden en het religieuze leven trachtten te herstellen. Nicolaas Heyendal, de onderzoeker en voltooier van de Annales Rodenses, werd in 1712 abt in een roerige periode waarin het jansenisme grote invloed op Rolduc had.
Ook werd in deze periode flink gebouwd. Zo liet Van der Steghe tussen 1671 en 1676 de westvleugel en de watertoren met knobbelspits en zonnewijzer bouwen. In de 18e eeuw werd ook de rest van de middeleeuwse abdijgebouwen (behalve de kerk) vernieuwd. In 1753 werd aan de oostkant van de abdij de Fabritius- of Morettivleugel gebouwd, waarin zich de rococobibliotheek bevindt, ontworpen door de Akense bouwmeester Joseph Moretti. In de bibliotheek bevindt zich onder andere de Catalogus Librorum uit 1230, die honderdveertig waardevolle theologische werken en zesentachtig filosofische en klassieke werken bevat die eens in het bezit van de abdij waren.
Vanaf 1742 ging de abdij onder het bewind van abt Rauschaw (1733-1745) in eigen beheer aan steenkoolwinning doen. In 1766 verleende keizerin Maria Theresia van Oostenrijk de abdij een concessie om ook onder openbare wegen en gemeentegronden steenkool te winnen. Door een professionele aanpak van de mijnbouw in de 18e eeuw leverde dit rendabele inkomsten op.
De laatste abt van Rolduc, Petrus Joseph Chaineux had een rol bij de Brabantse Revolutie tegen Keizer Jozef II. Hij zat bij de oprichtingsvergadering van de Verenigde Nederlandse Staten op 11 januari 1790 in Brussel en haalde de Limburgse Staten over zich op 8 maart bij de afscheiding aan te sluiten. De Oostenrijkers heroverden het gezag in juli zonder repercussies voor de abt.

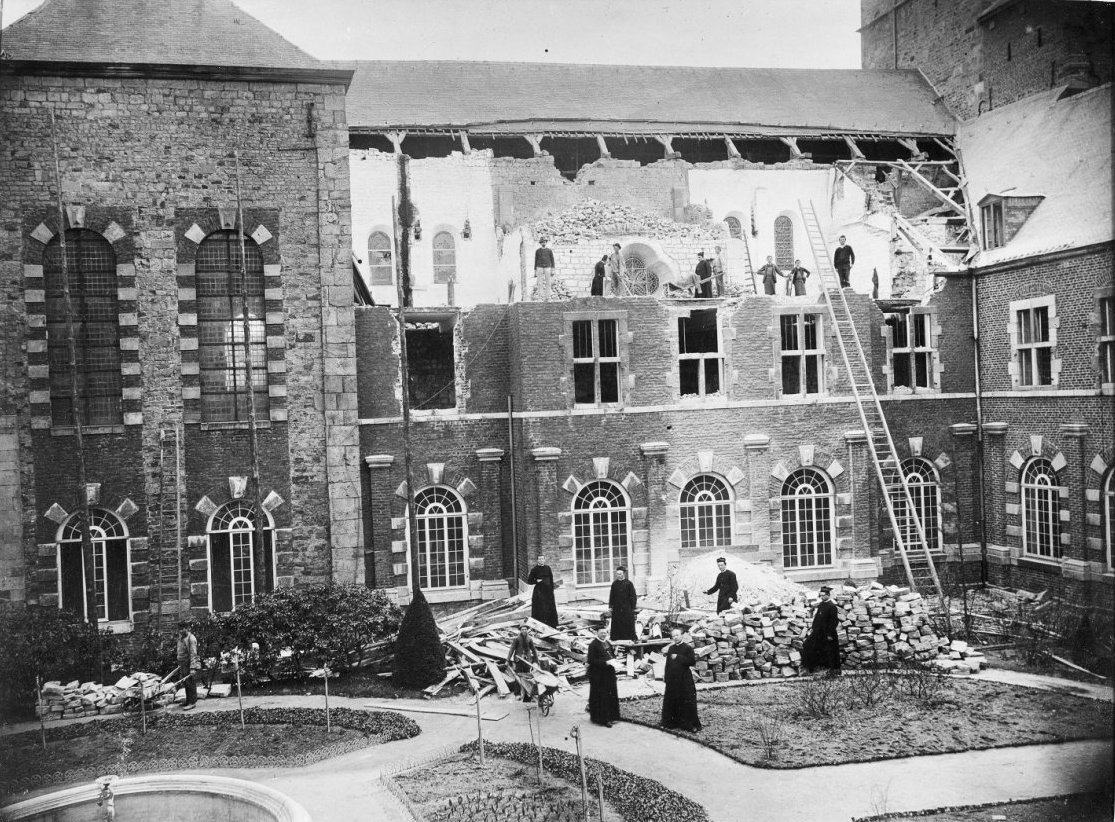
Priesters of priesterstudenten helpen mee bij de kerkrestauratie, ca. 1900

### Opheffing abdij, nieuwe bestemmingen
In 1796 werd de abdij door de Fransen opgeheven. De monniken werden gedwongen Rolduc te verlaten en de gebouwen stonden daarna 35 jaar lang leeg. De mijnbouwactiviteiten gingen over naar de Domaniale Mijn. Tussen 1831 en 1840 was Rolduc een kleinseminarie van het bisdom Luik. In 1843 werd het een internaat voor jongens uit de 'betere' rooms-katholieke kringen. Veel invloedrijke katholieken, onder wie Lodewijk van Deyssel, Willem Hubert Nolens, Joseph Cuypers, Lambertus Gussenhoven en Alphons Ariëns, maar ook de theosoof en vrijdenker Mathieu Schoenmaekers, waren rolduciens. Lodewijk van Deyssel, pseudoniem van Karel J.L. Alberdingk Thijm (1864-1952), schreef het boek De kleine republiek over zijn verblijf op het internaat rond 1875.
Tussen 1882 en 1906/07 verzorgde de destijds gerenommeerde Franse fotograaf Jules David vijf of zes fotoalbums voor het jongensinternaat Rolduc. De in rood leer met goudopdruk gebonden albums bevatten niet alleen groeps- en klassenfoto's, maar ook individuele portretten (o.a. van Willem Everts, directeur van 1868 tot 1893) en architectuurfoto's.

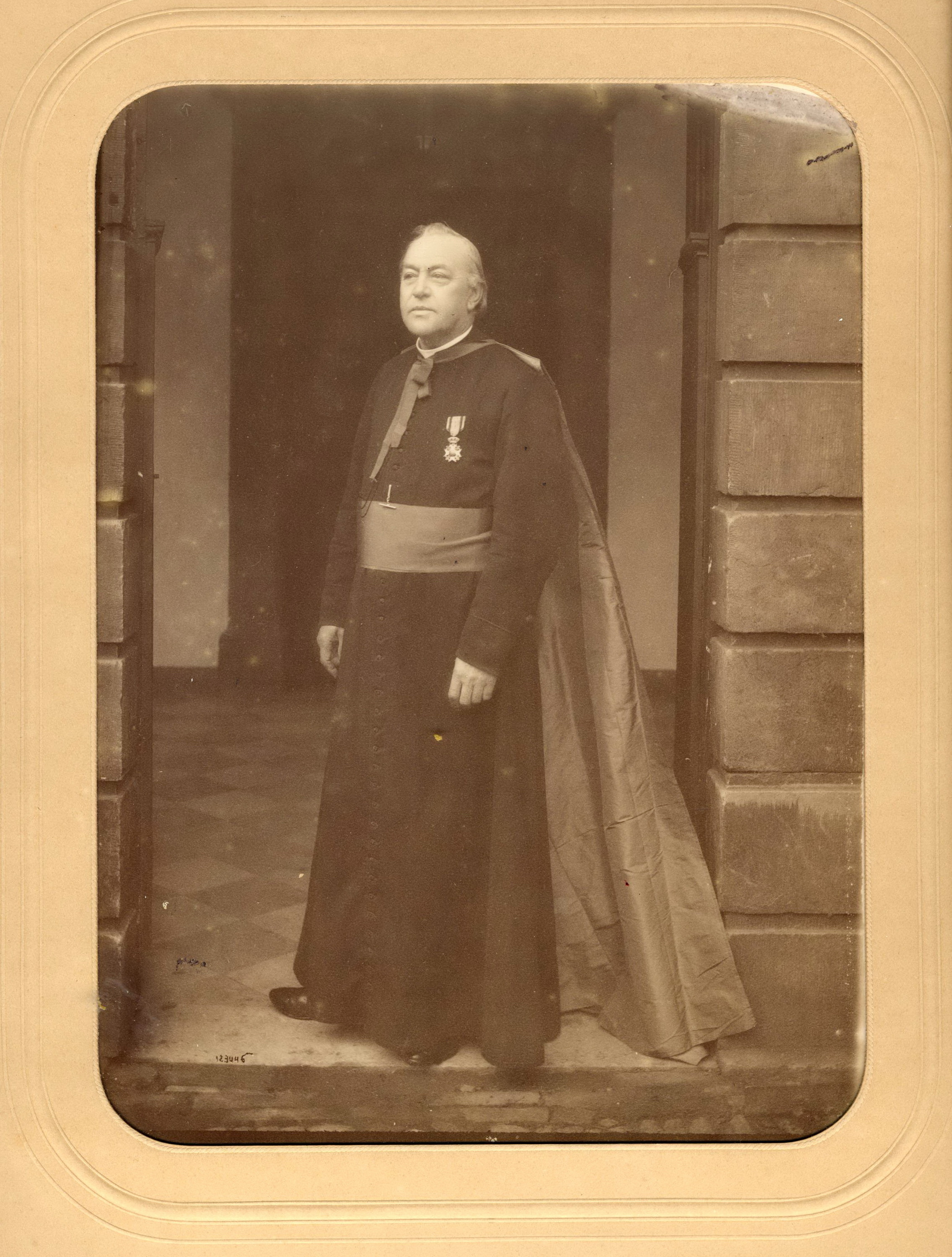
Willem Everts (J. David, 1891)
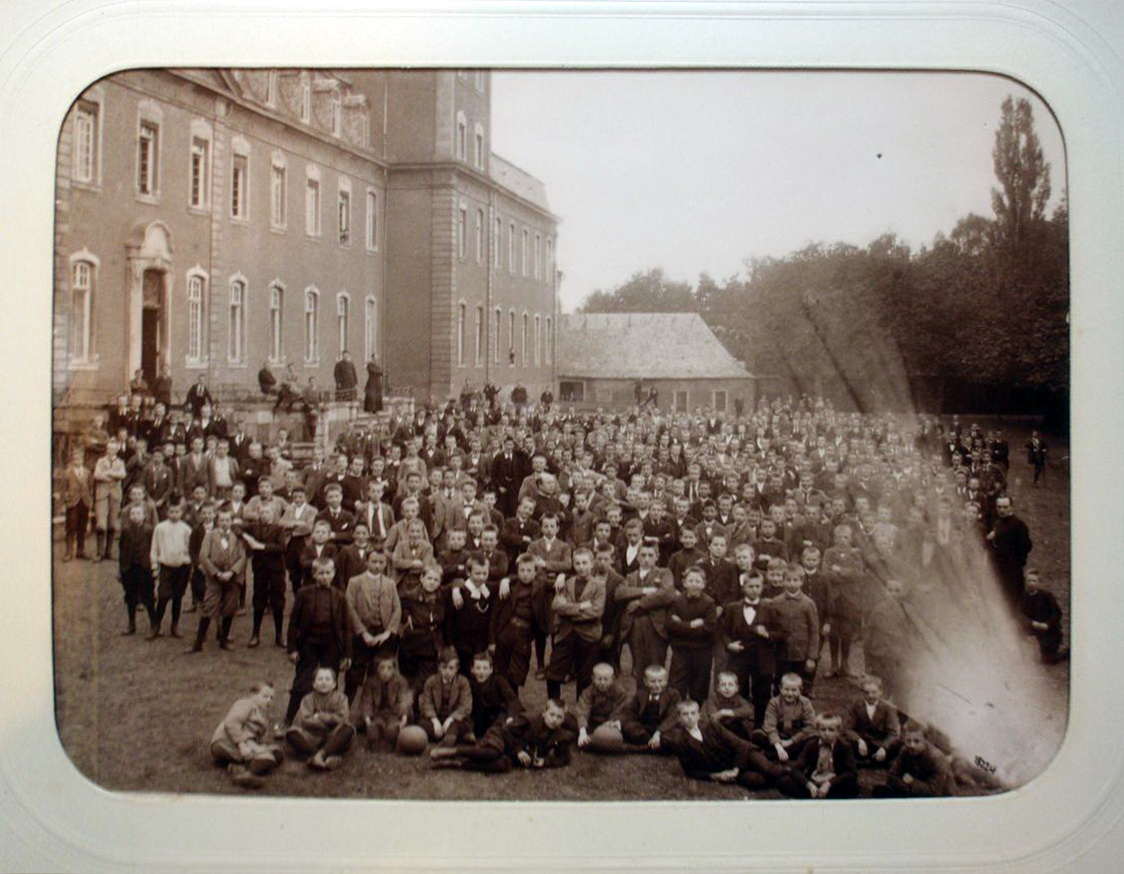
Groepsfoto (J. David, 1897)
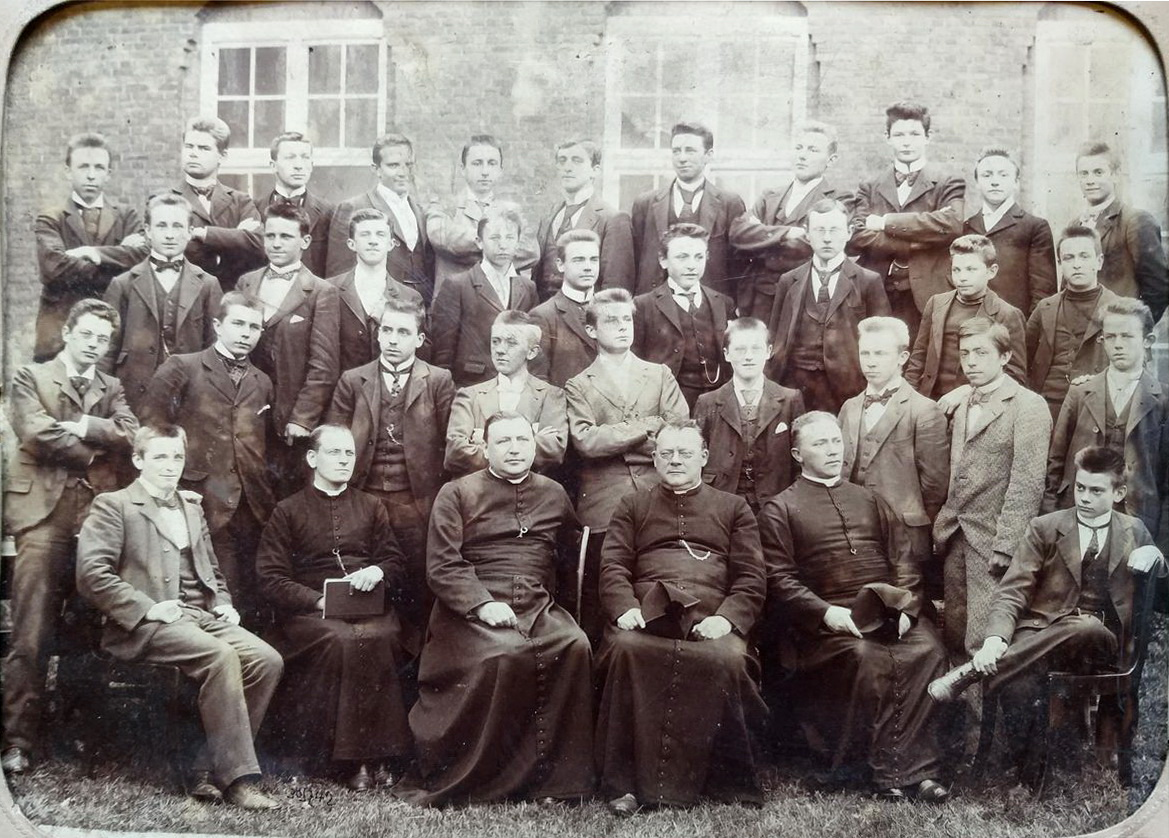
Groepsfoto (J. David, 1901)
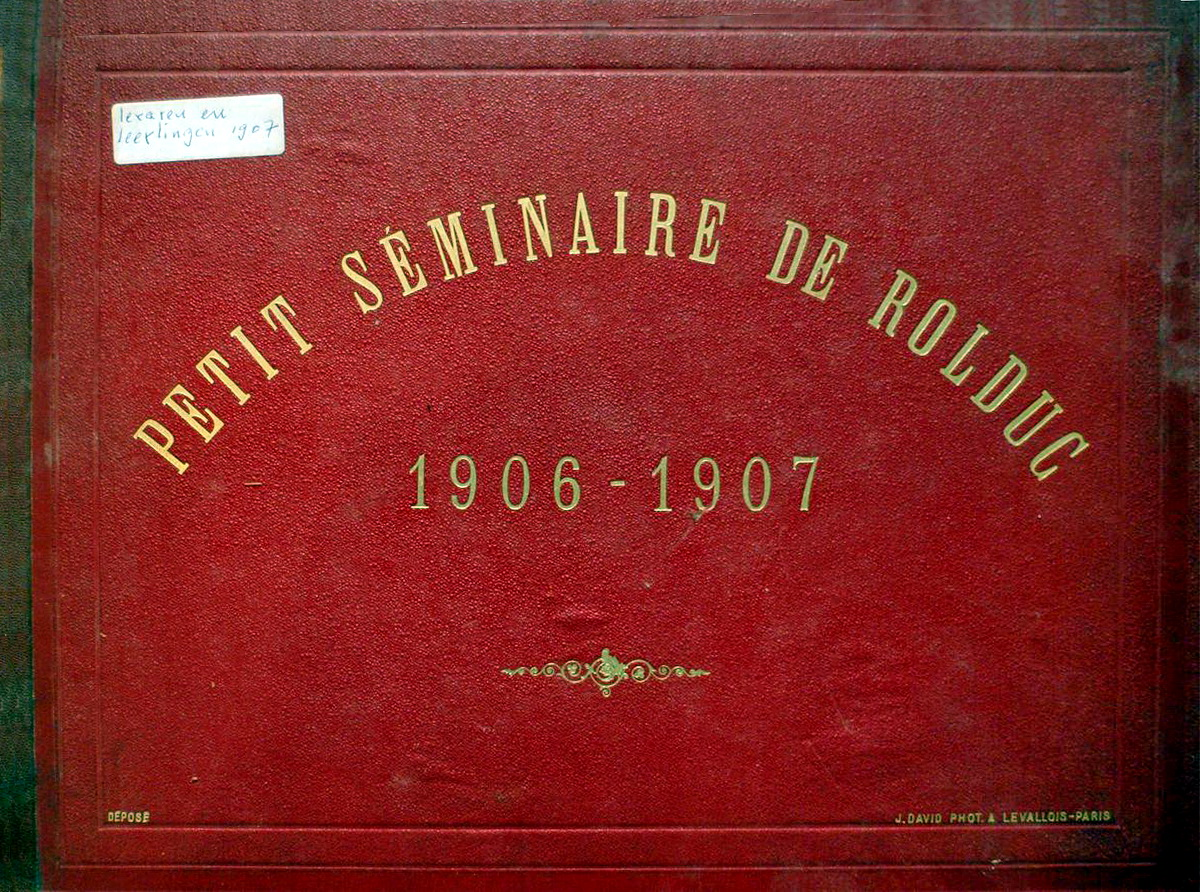
Album (J. David, 1906/07)

In 1946 werd Rolduc weer een kleinseminarie, nu voor het bisdom Roermond. Na restauratie van de gebouwen werd Rolduc in 1970 opengesteld als centrum voor onderwijs, congressen en culturele evenementen. Van 1974 tot 1995 was in het abdijcomplex de mijnbouwcollectie van het streekmuseum kasteel Erenstein ondergebracht. In 1995 verhuisde de collectie naar het Industrion. Ook was tot 2011 in de bijgebouwen het College Rolduc gevestigd, een onderdeel van de scholengemeenschap Charlemagne College. Momenteel is een gedeelte van de gebouwen in gebruik als hotel. Het congrescentrum kan 300 gasten herbergen. Daarnaast neemt het Grootseminarie Rolduc een deel van het abdijcomplex in beslag.

### Grootseminarie Rolduc

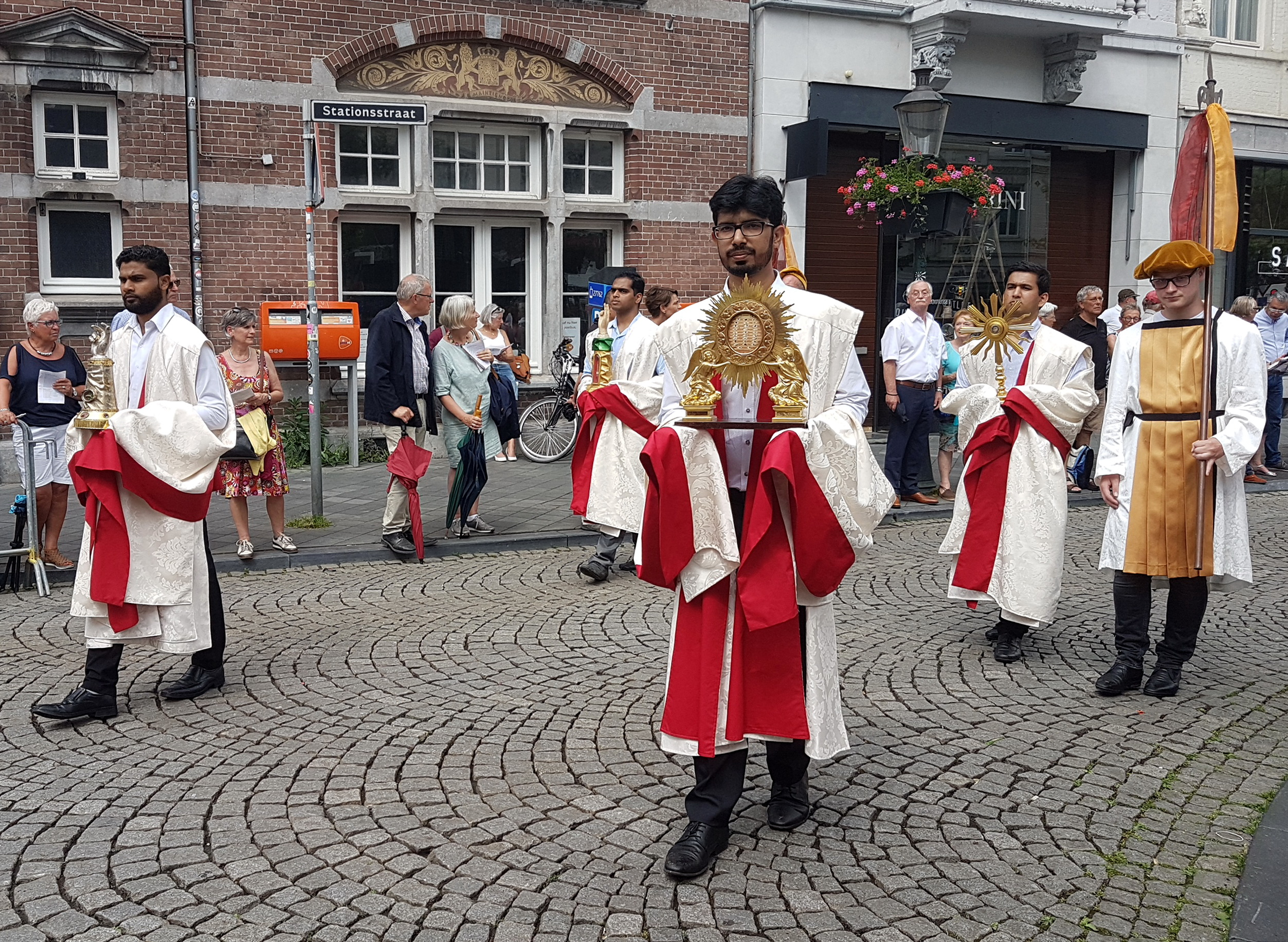
Seminaristen van Rolduc in de Heiligdomsvaart van Maastricht (2018)

Sinds 1974 is het grootseminarie van het bisdom Roermond hier gevestigd. Het seminarie was kort tevoren met steun van paus Paulus VI door mgr. Joannes Gijsen opgericht. Het was het eerste grootseminarie in Nederland dat was opgezet volgens de richtlijnen van het Tweede Vaticaans Concilie (de decreten Optatam totius en Presbyterorum Ordinis). Het seminarie ging in 1973 met een tiental priesterstudenten van start, die in een convict samenwoonden. De jezuïetenpaters H. van der Meer S.J. en Piet Penning de Vries S.J. waren vanaf de oprichting bij het seminarie betrokken, respectievelijk als rector en spirituaal. De bekende theoloog Joseph Ratzinger (later Paus Benedictus XVI) gaf regelmatig raad aan de staf van het seminarie. Mgr. Gijsen nodigde enkele zusters uit van de Kleine Zusters van de Heilige Joseph om werkzaamheden te verrichten in het seminarie.
Theologen van naam (velen betrokken bij het tijdschrift Communio) kwamen lezingen geven tijdens de jaarlijkse studieweek. Bij een bezoek aan Rome in het Heilig Jaar 1975, bleek de steun die het seminarie van de zijde van de Heilige Stoel genoot onder meer uit audiënties bij de genoemde theoloog Ratzinger, alsmede de pater-generaal van de jezuïeten Pedro Arrupe, en de prominente plaats op het podium in de Nervizaal tijdens de woensdagse pauselijke audiëntie (waarbij een facsimile-uitgave van de Annales Rodenses werd overhandigd). In de jaren 1980 was het seminarie onderwerp van enkele seksschandalen. In 1985 waren er ruim 80 priesterstudenten. Na het jaar 2000 waren er vooral seminaristen uit onder andere India en de Filipijnen, alsmede oudere seminaristen via het Neocatechumenaat. Het grootseminarie had bij het 40-jarig jubileum in 2014 zo'n 300 priesters afgeleverd, waaronder 6 bisschoppen, onder wie een kardinaal.

## Beschrijving kerk en klooster

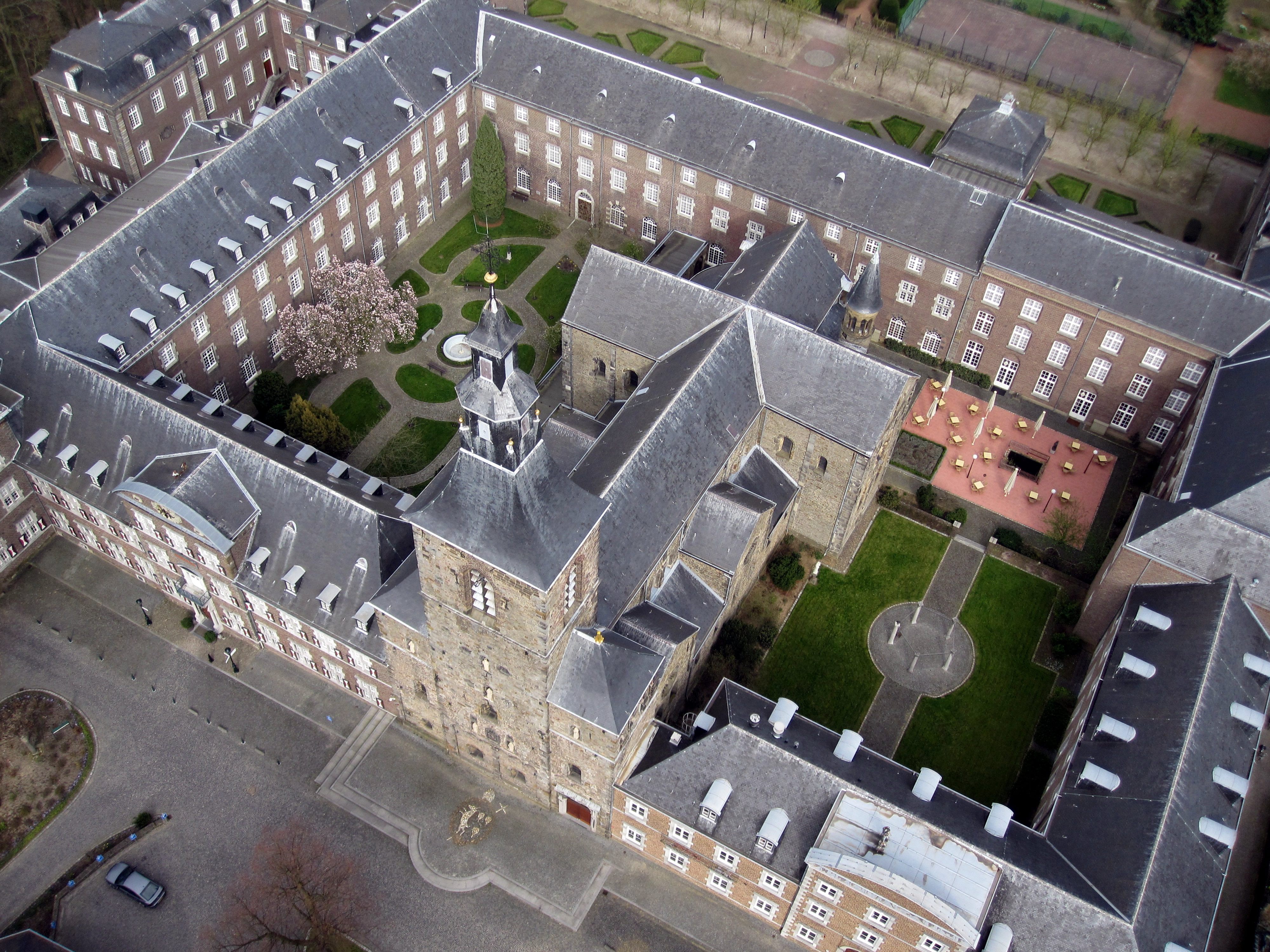
Luchtopname van kerk en kloostervleugels

### Abdijgebouwen
Behalve de abdijkerk behoren tot het omvangrijk complex een abdijgebouw in Maaslandse renaissancestijl (abtenvleugel en watertoren, 1671), een barokke abdijvleugel uit de 18e eeuw (gebouwd door de Akense bouwmeester Joseph Moretti), de grotendeels 18e-eeuwse kloosterhoeve en andere economiegebouwen (Johann Joseph Couven, wellicht met anderen, 1792-1794), en een aantal seminariegebouwen, merendeels uit de 20e eeuw (waaronder de Aula Maior, een theater van Jos Cuypers uit 1936, de Aula Minor uit 1938 en een seminarievleugel van Jan Stuyt uit 1924).

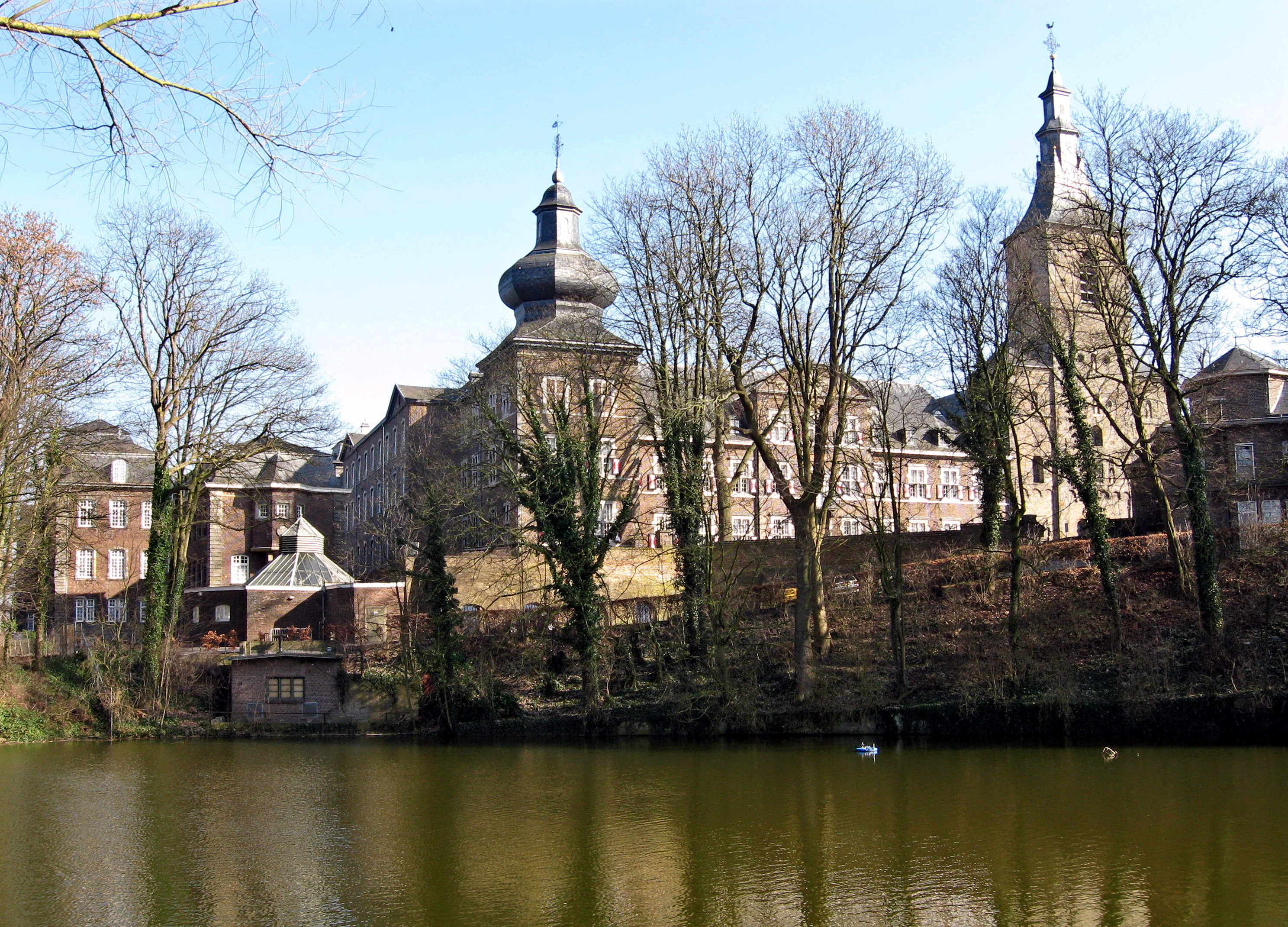
Overzicht kloostercomplex
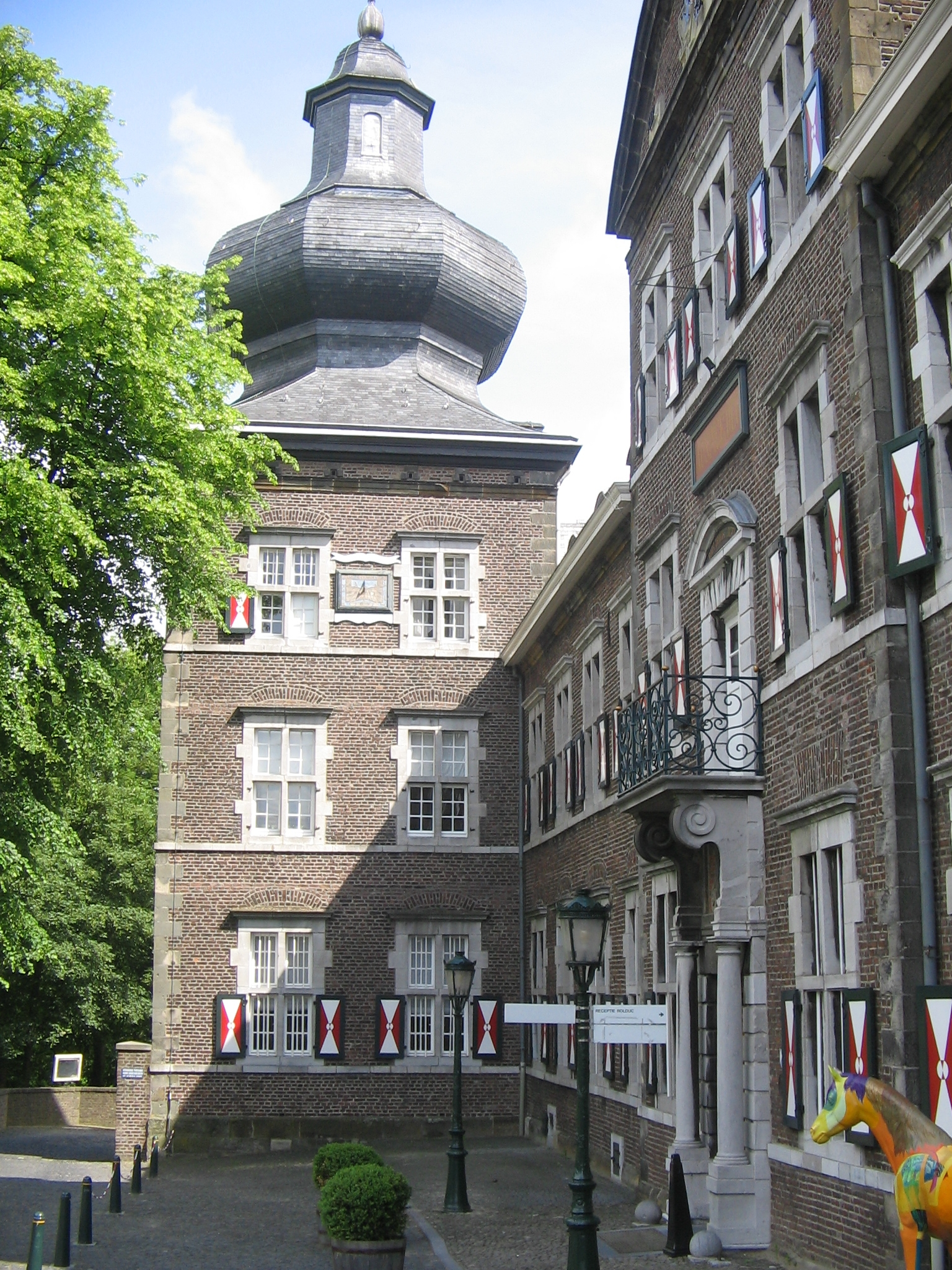
Watertoren (17e eeuw)
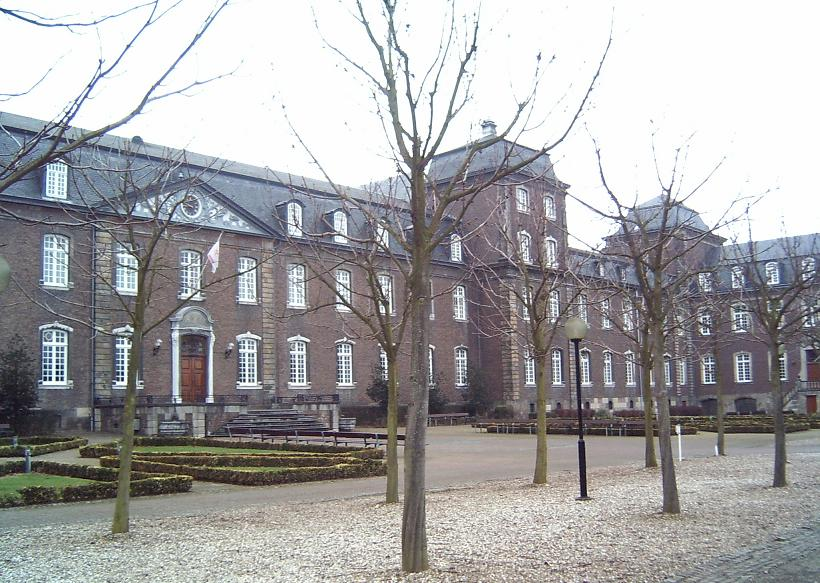
Morettivleugel, 1753
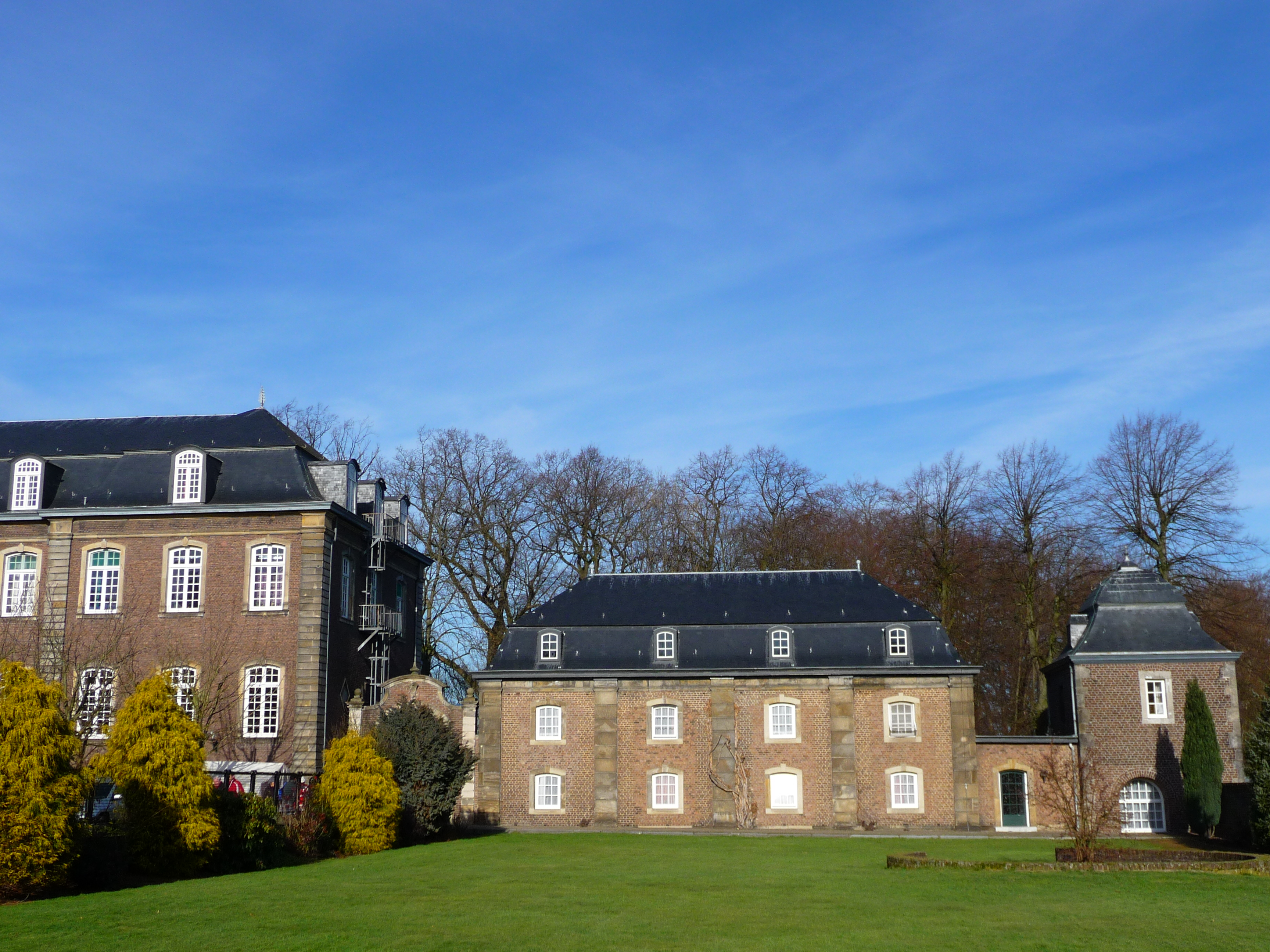
Economiegebouwen

### Interieur klooster
Het abdijcomplex heeft min of meer een E-vormige plattegrond met daaraan vastgebouwd enkele bijgebouwen. De Fabritiusvleugel (1754) aan de oostzijde is door een kloostergang verbonden met de 19e-eeuwse Abtenvleugel. In de Bisschopskamer bevindt zich boven een barokke schoorsteenmantel een laatgotisch drieluik, waarvan de centrale afbeelding van de bewening van Christus afkomstig is uit het atelier van Jan van Steffeswert.

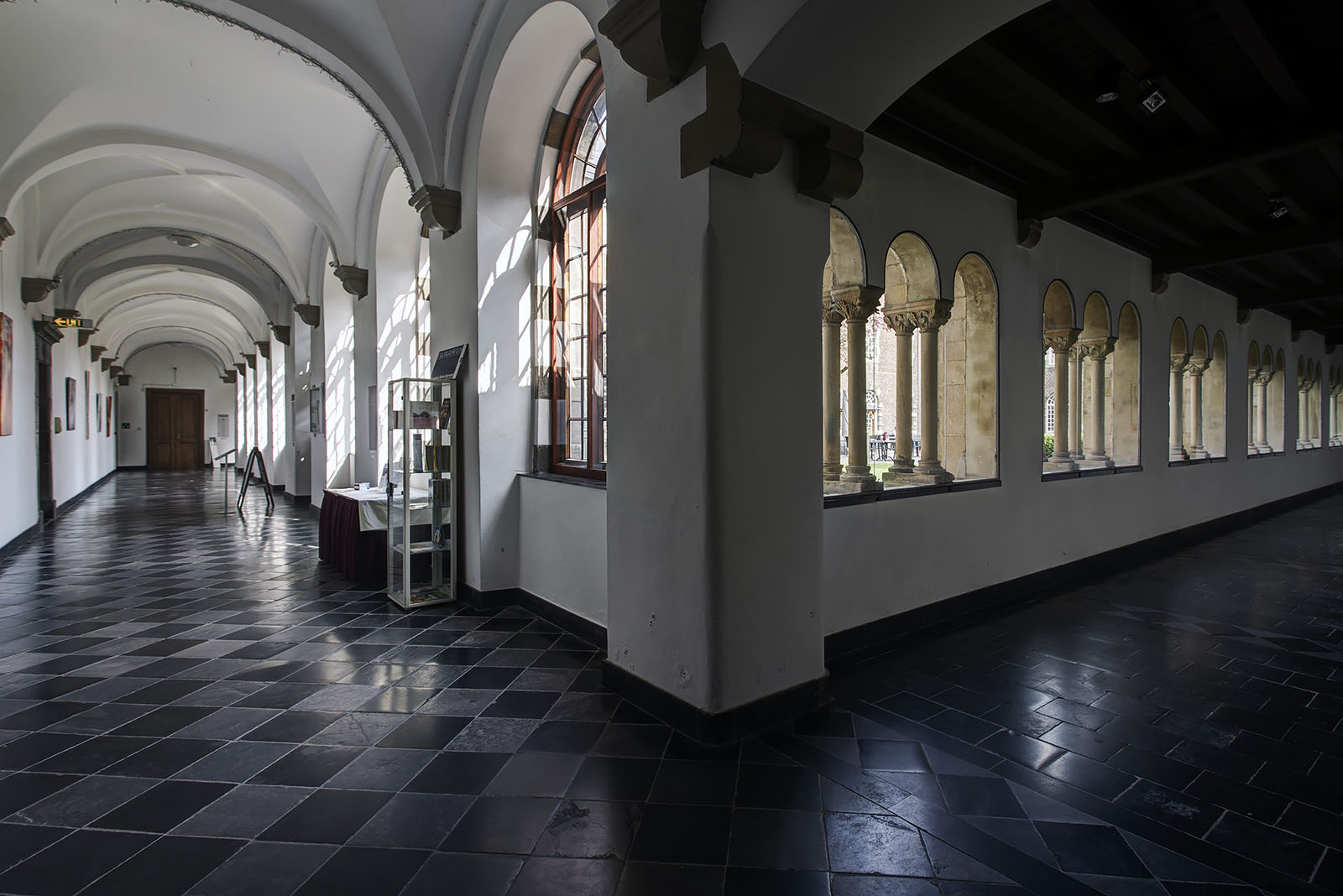
Kloostergang
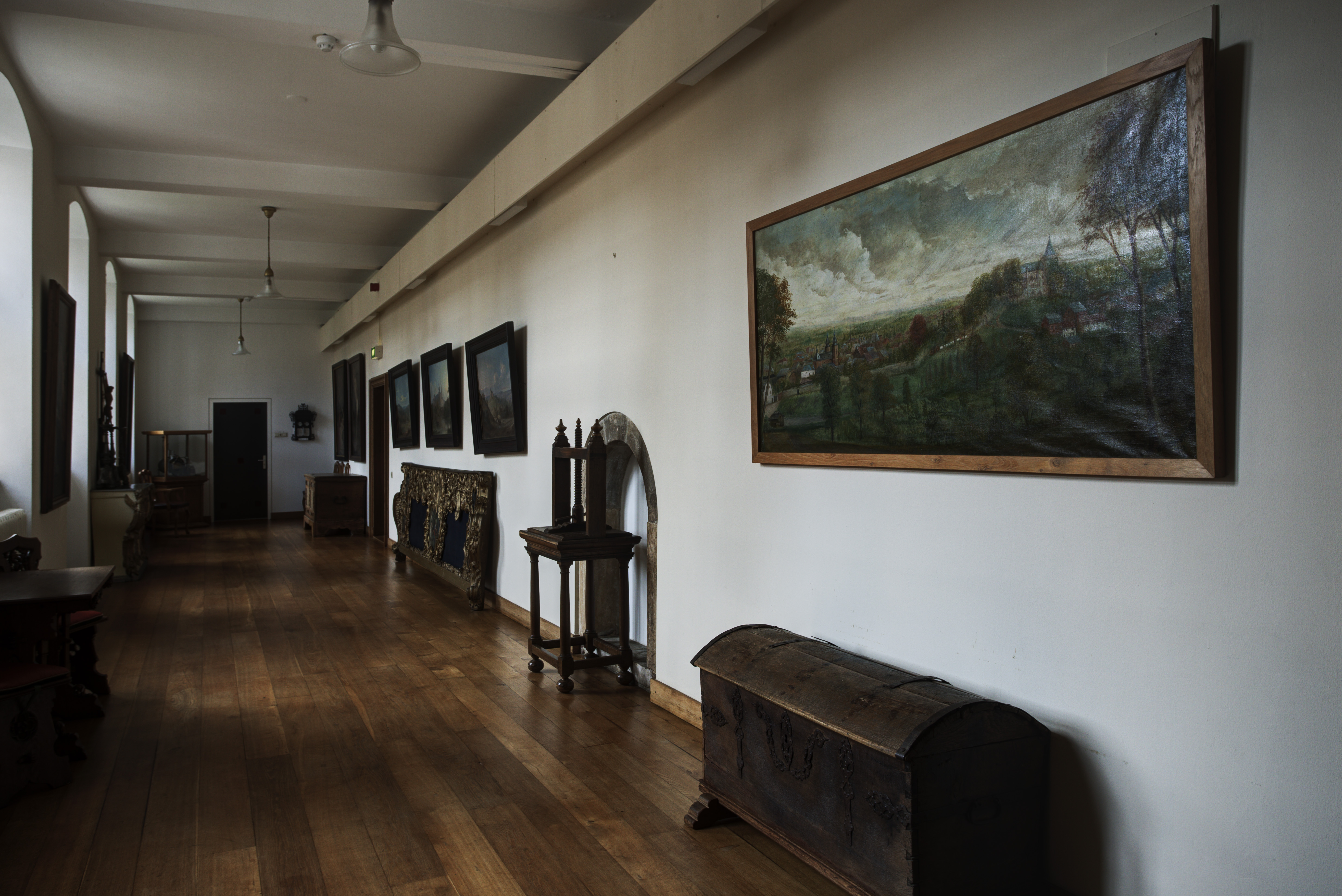
Gang
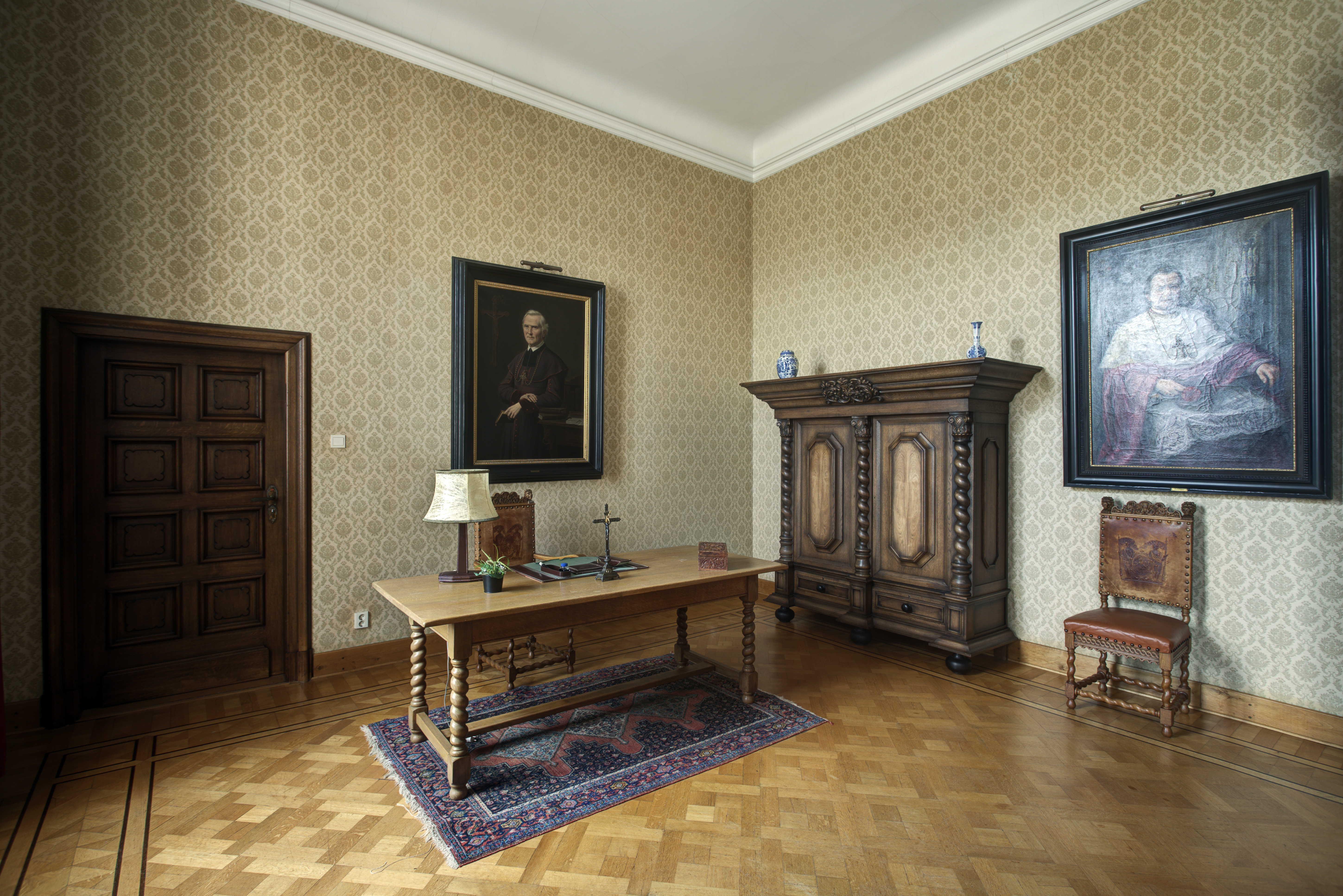
Bisschopskamer
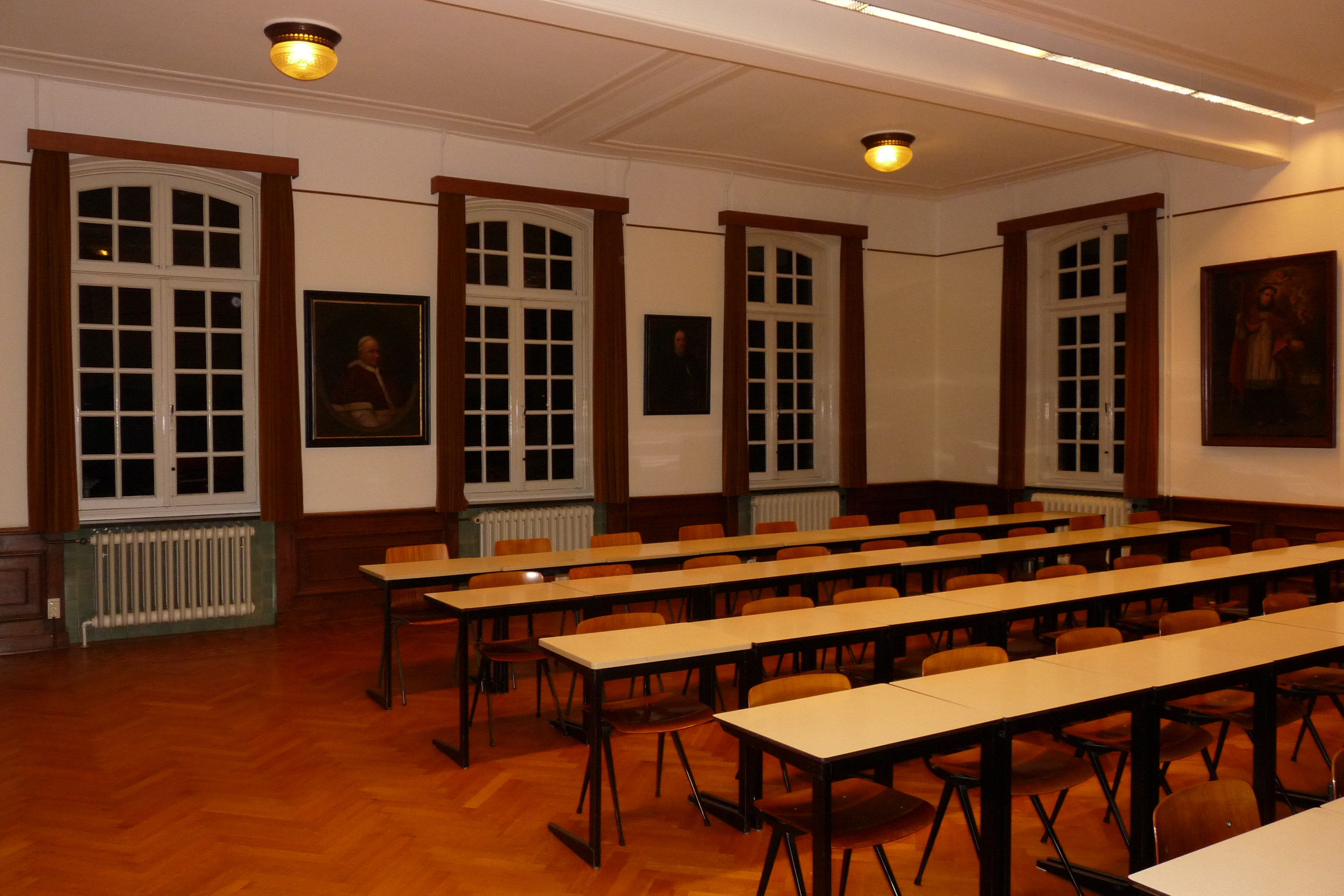
Leslokaal

### Bibliotheek
In de zogenaamde Morettivleugel bevindt zich de fraai gestucte rococobibliotheek, ontworpen door de van oorsprong Zwitsers-Italiaanse architect en stucwerker Joseph Moretti. De bibliotheek geldt als een van de zeldzame uitingen van de rococostijl in de Nederlanden. De zaal wordt onder andere gebruikt voor lezingen en kamermuziekconcerten.

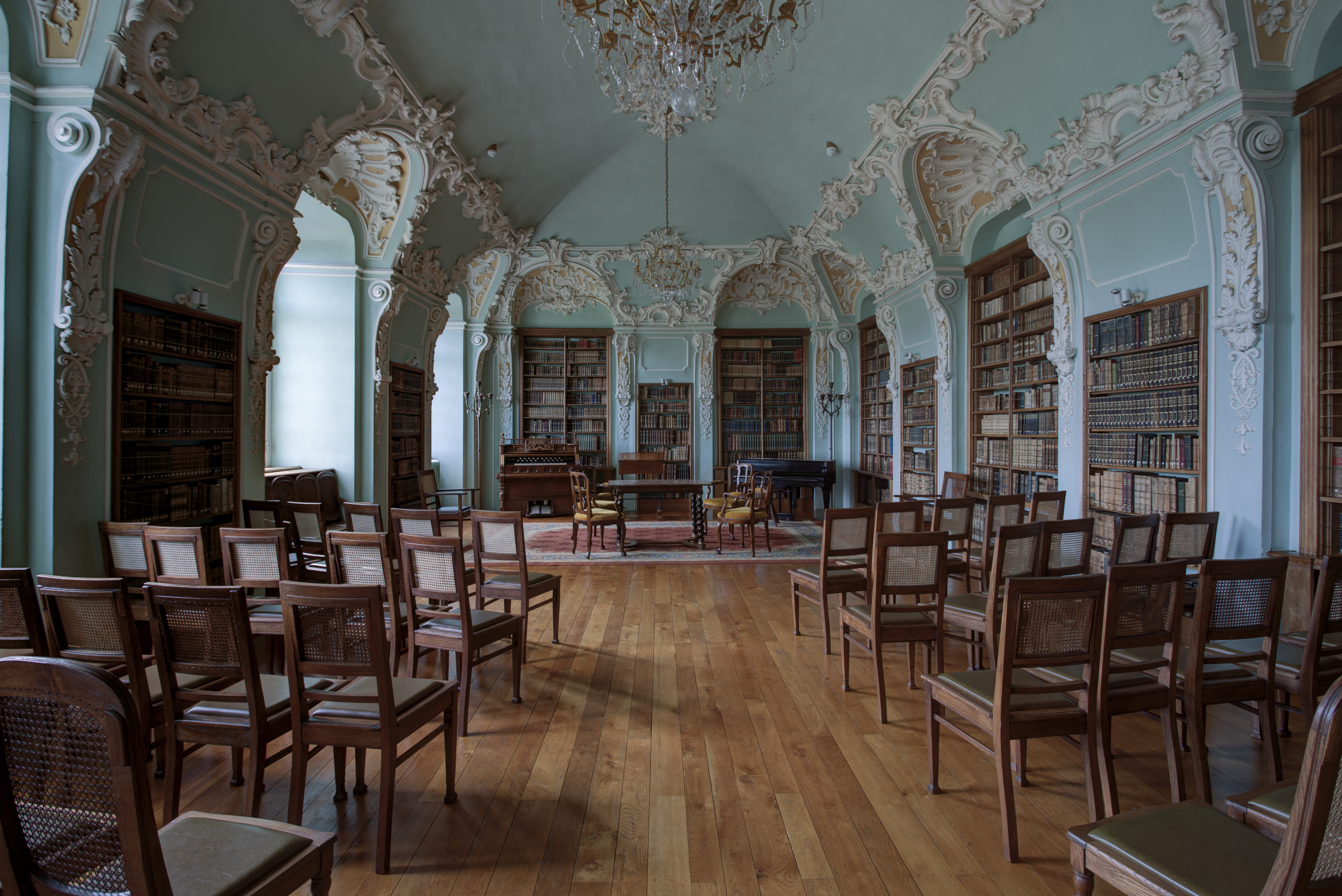
Overzicht bibliotheek
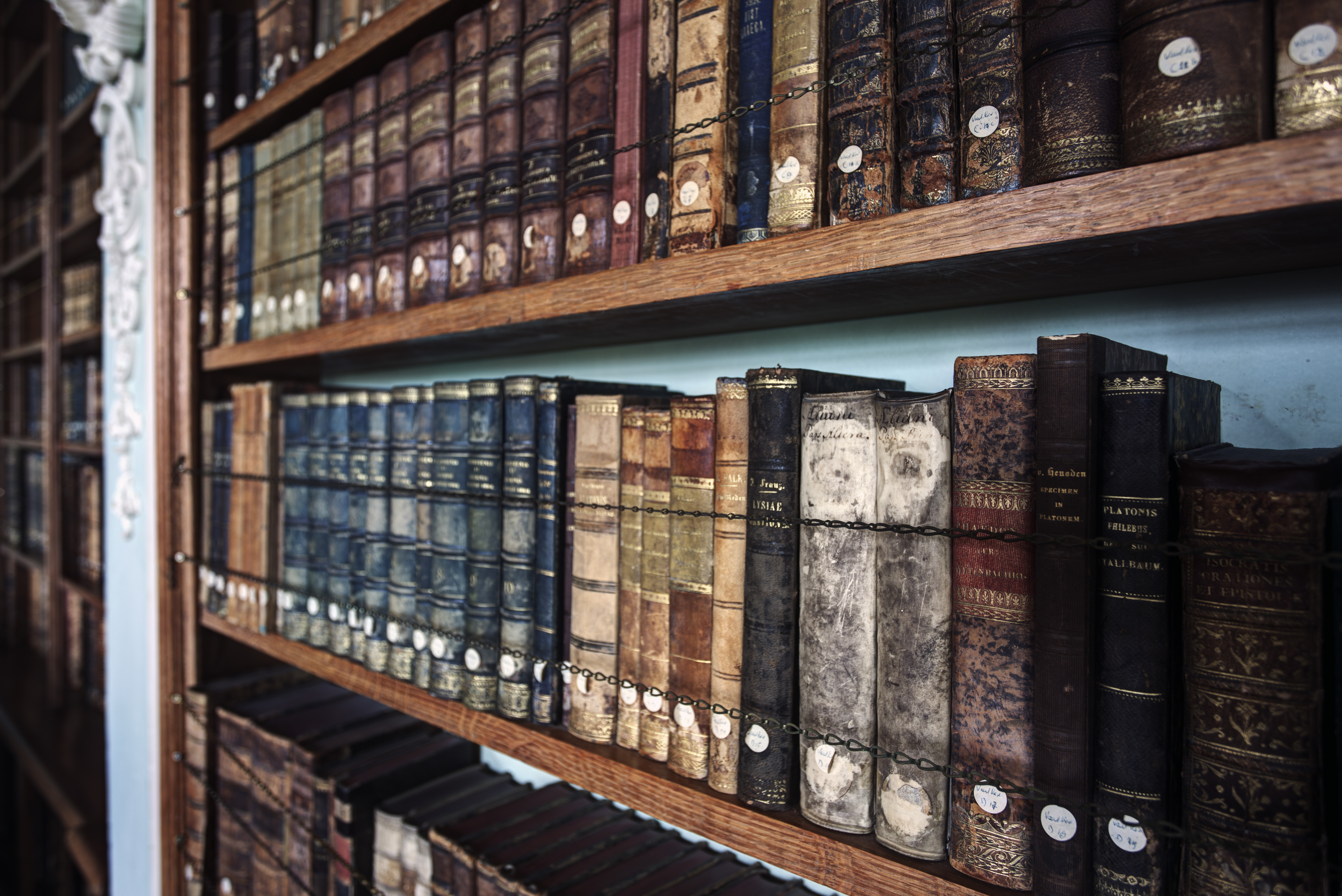
Detail: antieke boeken
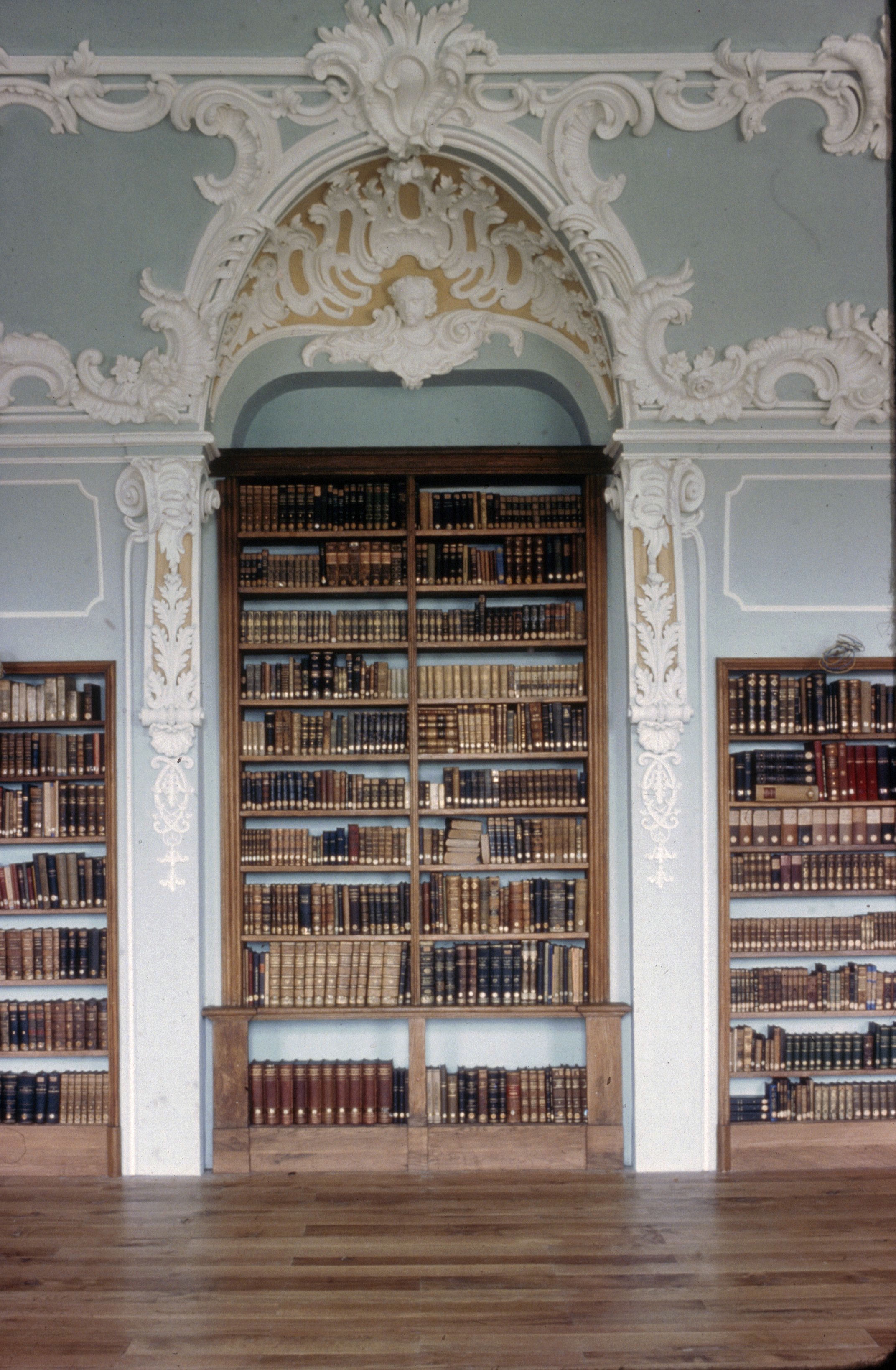
Detail: stucwerk
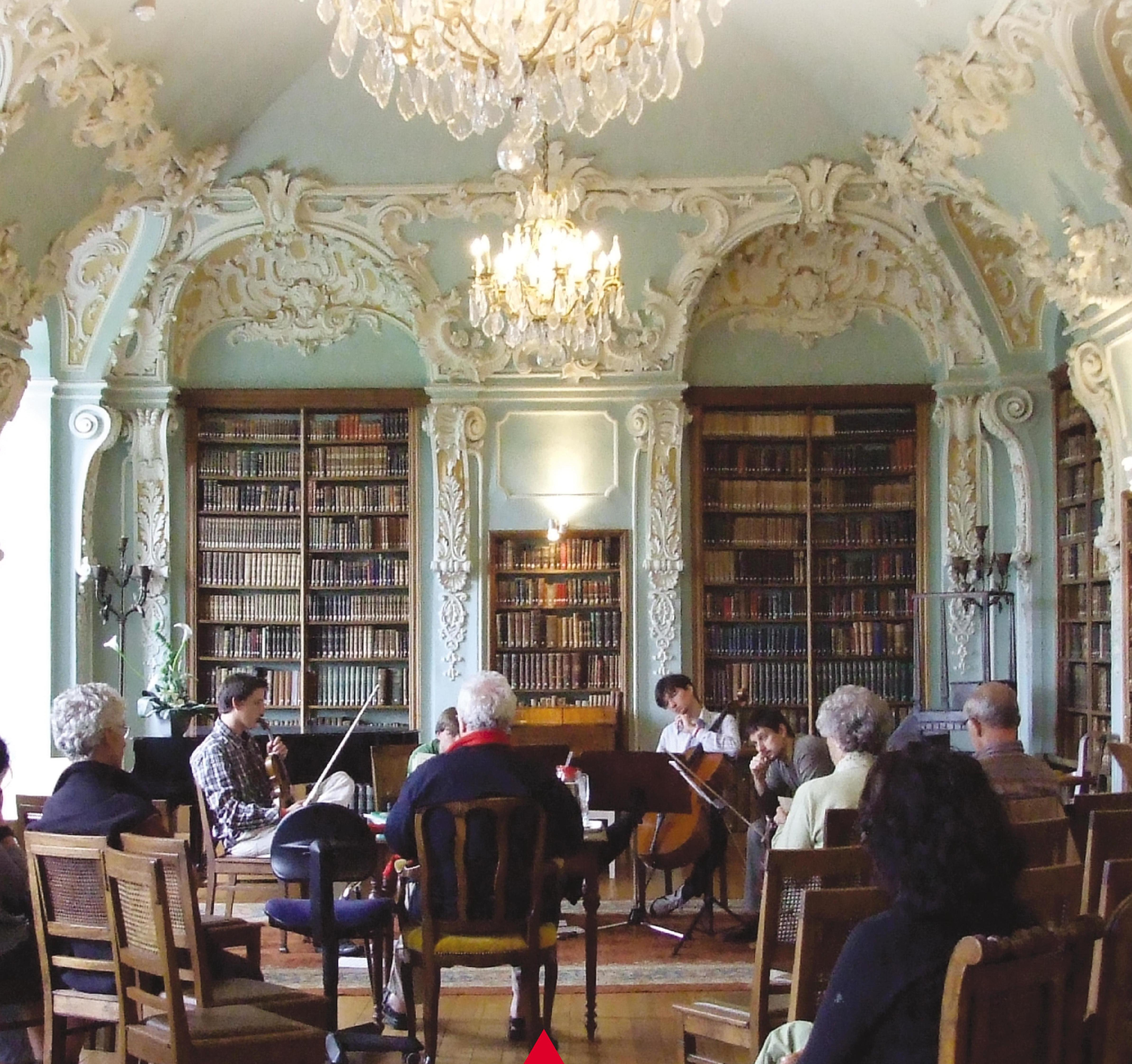
Concert Orlando Festival

### Kloostertuin, kerkhof en bosomgeving
Rolduc ligt te midden van een bosachtige omgeving vlak bij het riviertje de Worm. Op eigen terrein bevinden zich de pandhof (achter de abdijkerk, met een restant van de romaanse kloostergang), de kloostertuin (met twee tuinhuisjes uit ca. 1700) en het ommuurde kloosterkerkhof (met een neogotische kerkhofkapel met een calvariegroep). In de directe omgeving zijn vermeldenswaardig een bosquet met vijvers, het dal van de Vrouwezijp en enkele oude lanen (o.a. de Chemin d'Abbaye).

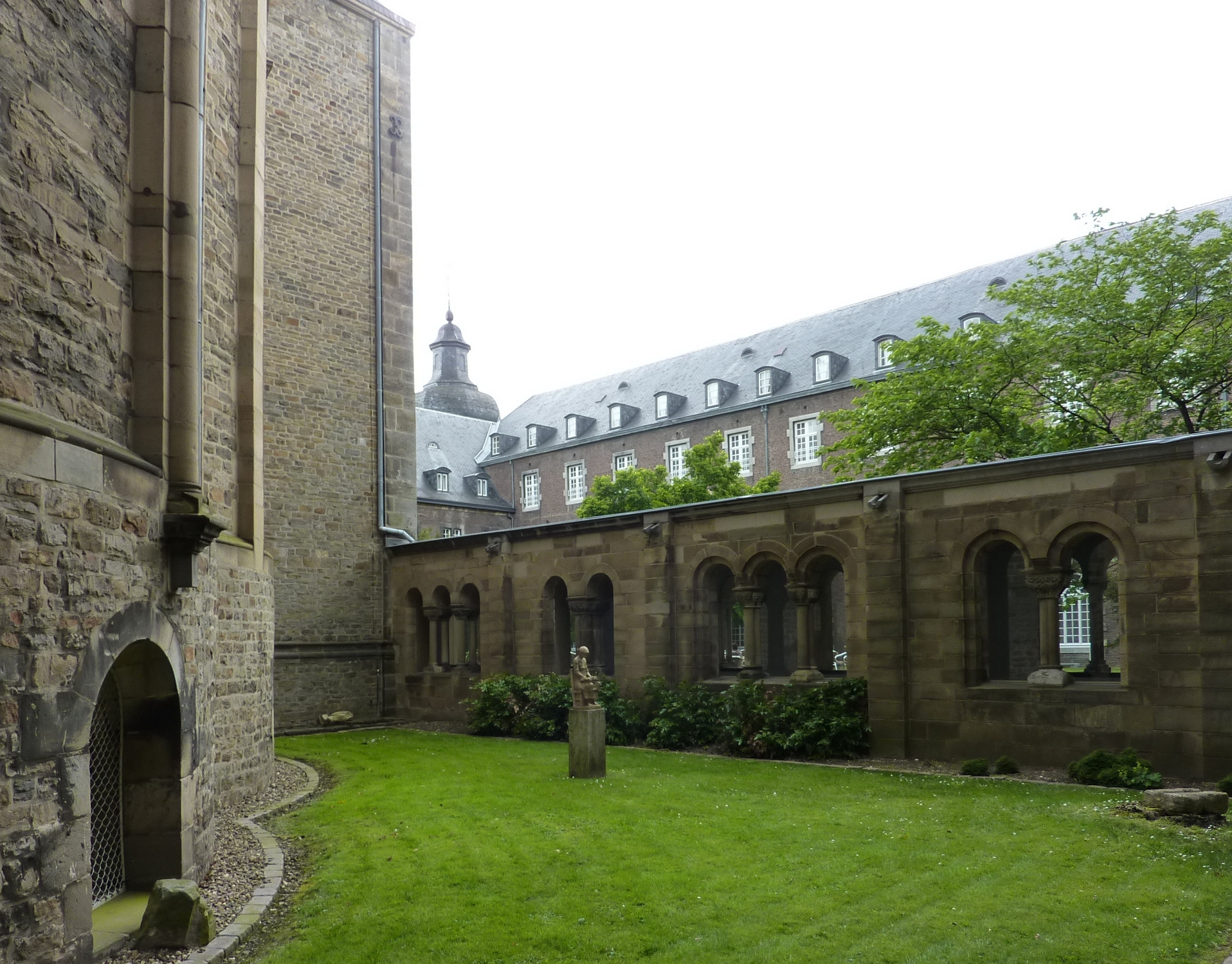
Pandhof
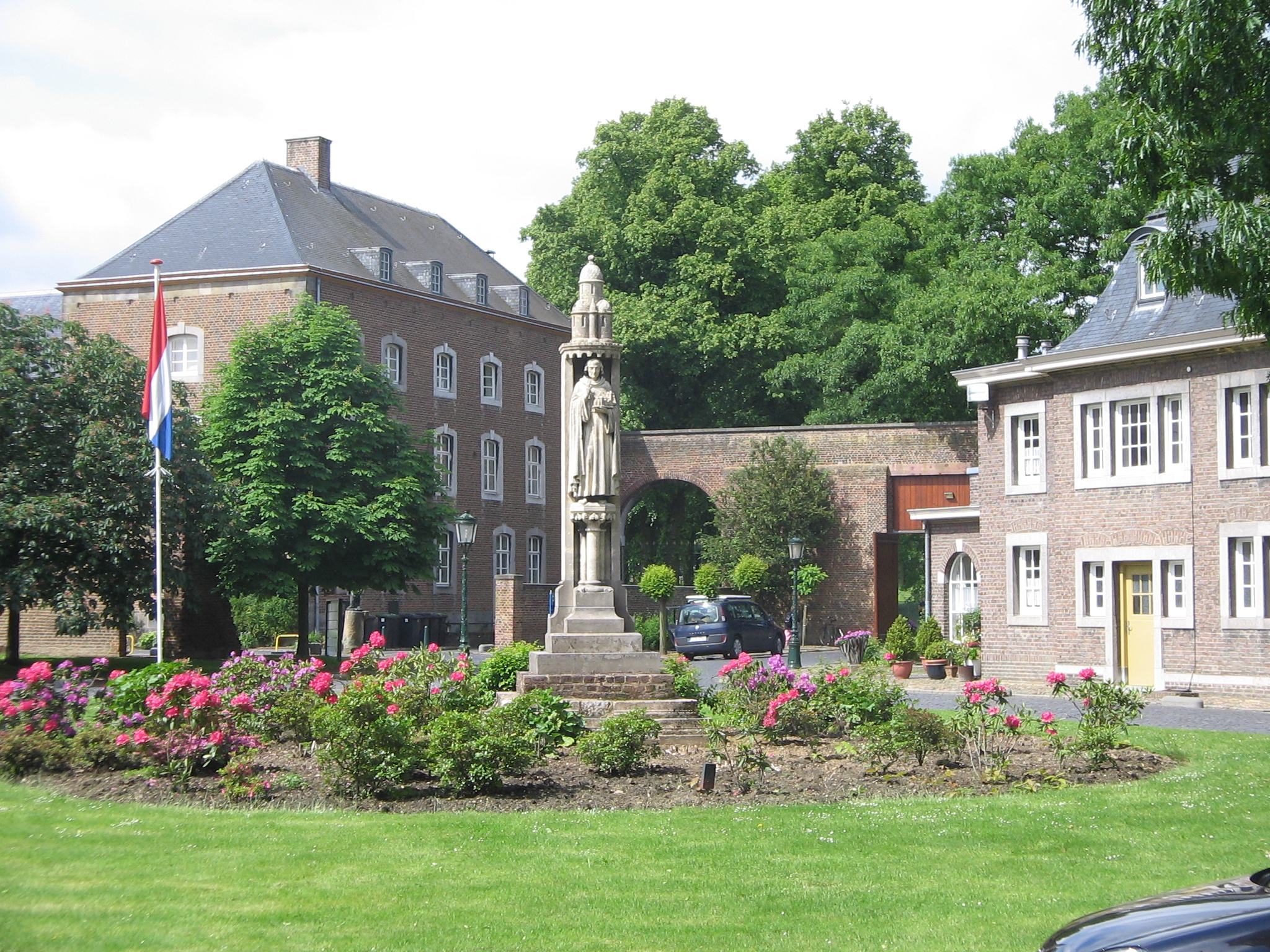
Kloostertuin
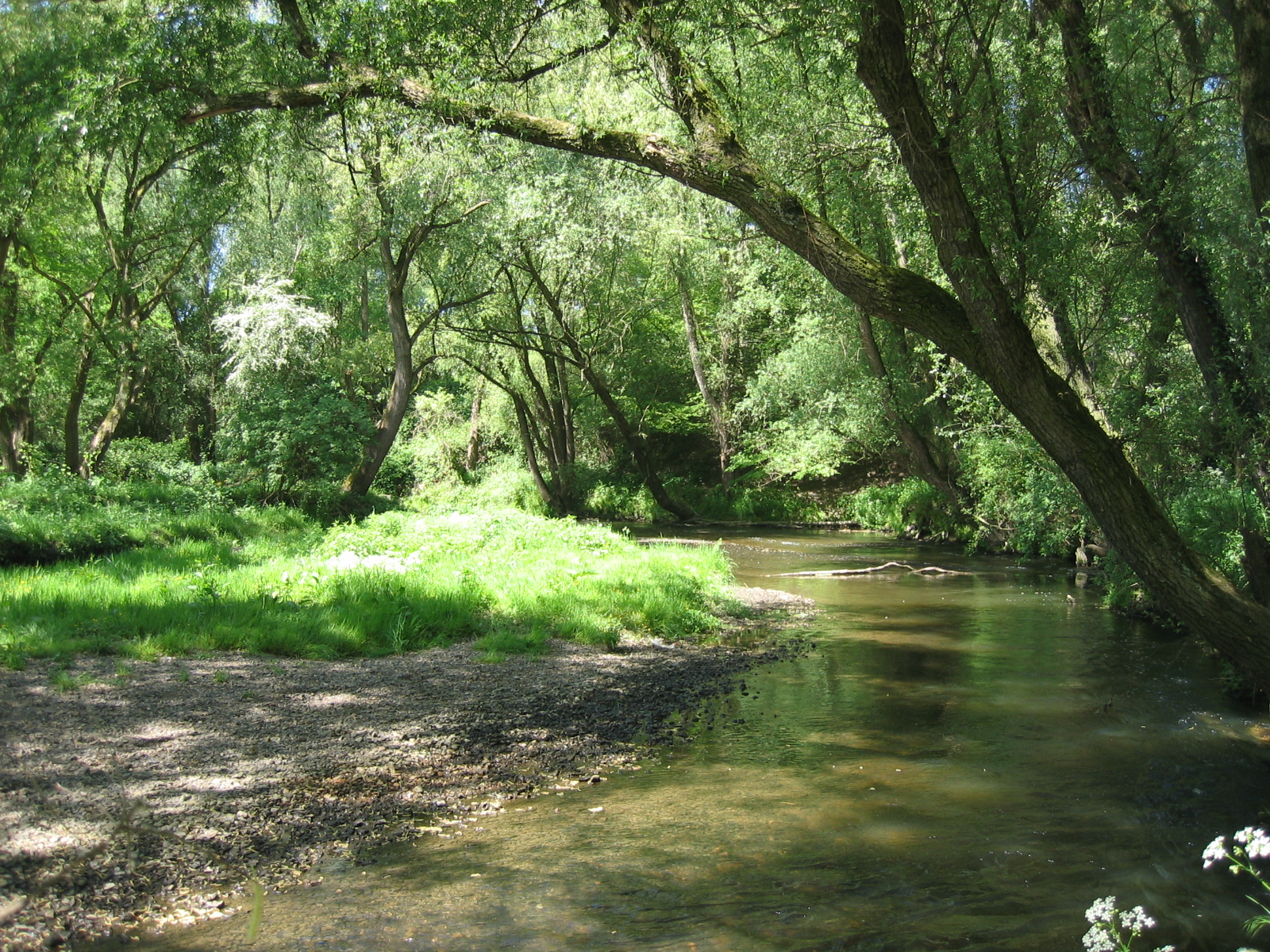
Wormdal nabij Rolduc
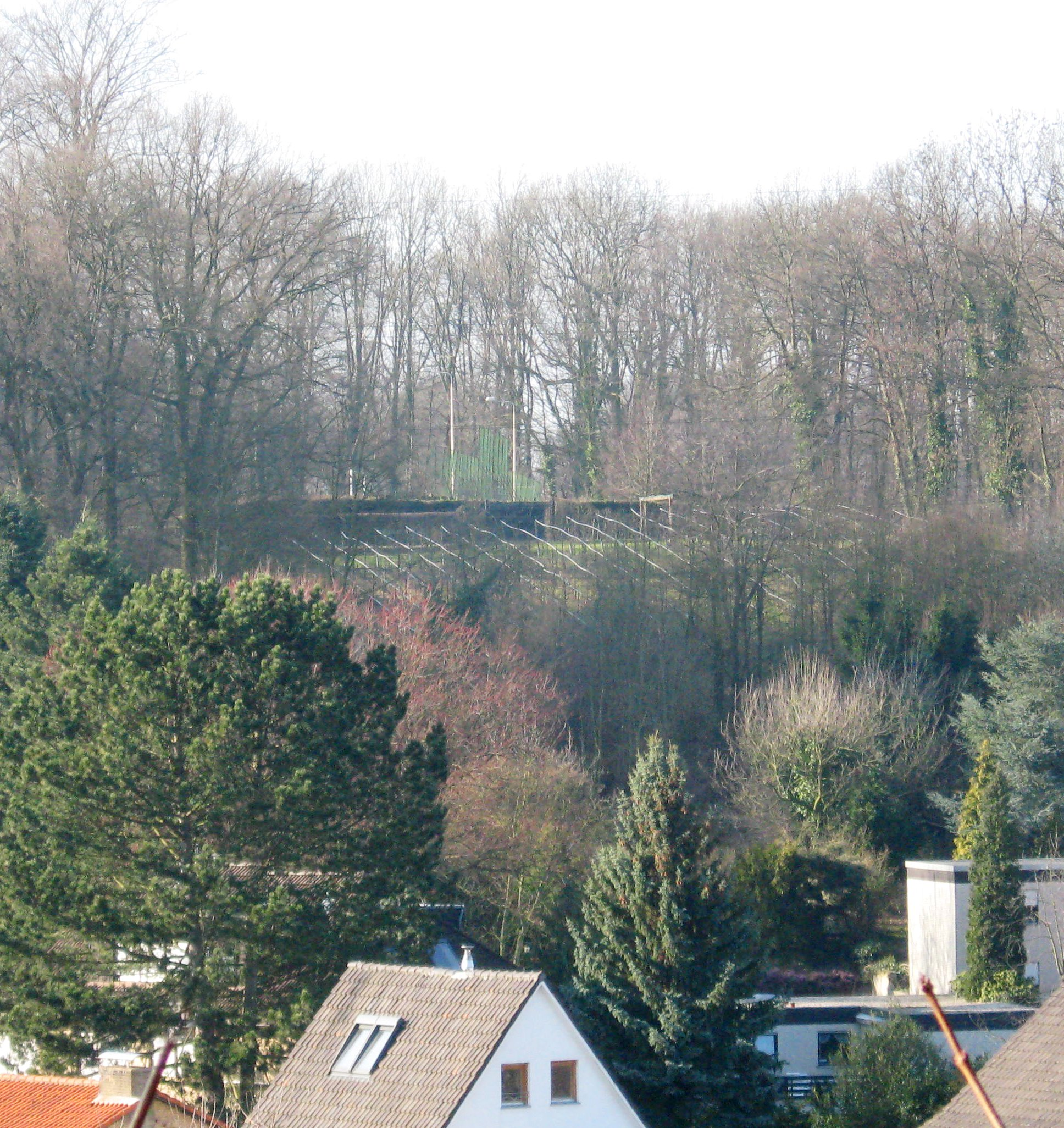
Bossen nabij Rolduc

## Rolduc Abdijbier
In opdracht van de uitbaters van het horecagedeelte binnen Rolduc wordt door De Proefbrouwerij te Lochristi (België) sinds 2002 het Rolduc Abdijbier gebrouwen. Hoewel de abdij reeds in 1146 een eigen brouwerij had, heeft dit abdijbier, behalve de naam, in feite niets te maken met de abdij Rolduc.

## Orlando Festival en WMC
De abdij speelt een centrale rol in het internationale kamermuziekfestival Orlando Festival. Ook tijdens het vierjaarlijkse Wereld Muziek Concours vinden hier concerten plaats.